# 休假
休假指工作期間可自主支配的的休息时间，休假時不在工作場所，但仍維持受雇的身份。一般假日不算在休假中，像Sabbatical（休假研究）或是「在家工作」計劃雖不在工作場所，但仍在工作，不屬於休假。

## 分類

### 有薪假期
一般而言，有薪假是由受雇者提出，或者是依法律或是合約的要求，可能會有數量的限制，而且多半一定時間前要提出。常見的有薪假包括工作中受傷的假期，親人過世的喪假，陪審職責，或是雇主在整修工作場所或是有其他活動，使得受雇者無法工作的情形。

### 無薪假期
無薪假期一般是受雇者提出，或是因受雇者涉嫌一些不法情事後的結果。無薪假期的可能原因有許多種，例如後備軍事動員，因為健康或家庭成員因素的請假。
若景氣不佳，市場低迷時，有些雇主會提供一定程度的無薪假，受雇者可以有額外的假期，公司也可以暫時的減少營運成本，而不用進行手續複雜的裁員，甚至永久性的流失重要的成員。但因為受雇者其休假期間不支薪，若受雇者是家中主要經濟來源的話，生活就會受到影響，這類雇主提出的無薪假也引起許多爭議。